# Medal Służby w Chinach
Medal Służby w Chinach (ang. China Service Medal) – medal Sił Zbrojnych Stanów Zjednoczonych, ustanowiony 6 lipca 1942 roku na mocy rozkazu generalnego Departamentu Marynarki Wojennej nr 176. Medal miał na celu wyróżnienie członków amerykańskiego personelu wojskowego, którzy pełnili służbę wojskową w Chinach przed i po II wojnie światowej.

## Opis
Medal wykonany jest z brązu. Autorem projektu odznaczenia jest rzeźbiarz George Holburn Snowden. Awers przedstawia tradycyjną chińską łódź, dżonkę, płynącą po wzburzonej rzece. Rysunek łodzi jest otoczony łukowatym napisem CHINA SERVICE, którego czcionka stylizowana jest na pismo chińskie.
Rewers przedstawia bielika amerykańskiego zwróconego w lewo. Orzeł trzyma w szponach gałązkę laurową, siedząc na trzonie kotwicy położonej poziomo. Po lewej stronie orła znajduje się słowo FOR, a po prawej SERVICE. Nad orłem widnieje jeden z dwóch napisów: United States Navy w wersji dla marynarki lub United States Marine Corps w wersji dla piechoty morskiej.
Wstążka jest w większej części żółta, przy obu krawędziach znajdują się czerwone paski. Kolory te nawiązują do barw dynastii Qing.